# Deja vu - stänk och souvenirer
Deja vu - stänk och souvenirer är ett samlingsalbum med Dan Hylander, utgivet 1991.

## Låtlista
1. Din man kommer hem - (Dan Hylander)
2. Jag har charm - (Dan Hylander, Henrik Janson & Åke Sundqvist)
3. Varje gång hon går förbi - (Dan Hylander & Henrik Janson)
4. Svart kaffe - (Dan Hylander)
5. Skuggor i skymningen - (Dan Hylander)
6. 21/3 - (Dan Hylander)
7. Mitt i livet - (Dan Hylander)
8. Vildrosor o tistlar - (Dan Hylander)
9. Bara en man - (Dan Hylander)
10. Dansa, docka - (Dan Hylander)
11. Farväl till Katalonien - (Dan Hylander)
12. Från en till en annan - (Dan Hylander)
13. Höst - (Dan Hylander)
14. Jag var mycket äldre då (än någonsin igen) - (Bob Dylan), (Dan Hylander)
15. Déjà vu (radio) - (Dan Hylander)

## Dan Hylander & Raj Montana Band
- Dan Hylander - Sång & gitarr
- Pelle Alsing - Trummor (1, 3-6, 8, 10)
- Sam Bengtsson - Bas (3)
- David Carlson - Gitarr (1, 3-6, 8, 10)
- Hasse Olsson) - Orgel (1, 3-6, 8, 10)
- Mats Ronander - Gitarr & munspel (3)
- Clarence Öfwerman - Piano (1, 3-6, 8, 10)
- Ola Johansson - Bas (1, 4-6, 8, 10)

## Dan Hylander & Kosmonaut
- Dan Hylander - Sång & gitarr
- Henrik Janson - Gitarr, bas, cello & klaviatur (2, 9)
- Åke Sundqvist - Trummor & slagverk (2, 9)

## Dan Hylander & Dansband
- Dan Hylander - Sång
- Henrik Janson - Gitarr, klaviatur, bas & cello (3, 7)
- Åke Sundqvist - Trummor & slagverk (1, 3-8, 11)
- Billy Cross - Gitarr (3, 7)
- Lars Danielsson - Bas (3, 7)

## Övriga medverkande musiker
- Py Bäckman - Kör (1, 4-8, 10-11)
- Tove Naess - Kör (1, 10)
- Anne-Lie Rydé - Kör (1, 7, 10)
- Micke Wennborn - Kör (1)
- Tomas Ledin - Kör (2, 4-5, 9)
- Tommy Nilsson - Kör (2, 9)
- Svante Persson - Klaviatur (2)
- Maria Bramsen - Kör (3, 7)
- Søs Fenger - Kör (3, 7)
- Caroline Henderson - Kör (3, 7)
- Jacob Andersen - Slagverk (3, 7)
- Lasse Andersson - Klaviatur (3, 7)
- Sonja Bojadziev - Kör (4-5)
- Ulrika Uhlin - Kör (4-5)
- Urban Agnas - Trumpet (5)
- Leif Lindvall - Trumpet (5)
- Glen Myerscough - Saxofon (5)
- Johan Stengård - Saxofon (5)
- Agneta Olsson - Kör (6, 8)
- Emily Gray - Kör (6, 8)
- Lisa Nilsson - Kör (7)
- Marie Bergman - Kör (9)
- Bernt Andersson - Dragspel (9)
- Bengt Blomgren - Gitarr (9)
- Basse Wickman - Kör (11)
- Mikael Rickfors - Kör (11)